# Svetovni pokal v smučarskih poletih 1993
Svetovni pokal v smučarskih poletih 1993 je bila tretja uradna sezona svetovnega pokala v smučarskih poletih nagrajena z malim globusom kot del iste sezone svetovnega pokala v smučarskih skokih.

## Koledar

### Moški
| Št.            | Sezona    | Datum                | Kraj                     | Letalnica            | Vel. | Zmagovalec      | Drugi          | Tretji             | Rumena majica   | Ref.        |
| -------------- | --------- | -------------------- | ------------------------ | -------------------- | ---- | --------------- | -------------- | ------------------ | --------------- | ----------- |
| 25             | 1         | 30 January 1993      | Tauplitz/Bad Mitterndorf | Kulm K185            | LE   | Jaroslav Sakala | Werner Haim    | Andreas Goldberger | Jaroslav Sakala | [ 1 ]       |
| 26             | 2         | 31 January 1993      | Tauplitz/Bad Mitterndorf | Kulm K185            | LE   | Jaroslav Sakala | Didier Mollard | Andreas Goldberger | Jaroslav Sakala | [ 2 ]       |
|                |           | 20. marec 1993       | Vikersund                | Vikersundbakken K175 | LE   | močan veter     | močan veter    | močan veter        | močan veter     | močan veter |
| 21. marec 1993 | Vikersund | Vikersundbakken K175 | LE                       |                      |      | močan veter     | močan veter    | močan veter        | močan veter     | močan veter |

## Lestvica
Točkovanje je potekalo še po starem in originalnem sistemu.
| Uvr. | po 2 tekmah          | 30/01/1993 Kulm | 31/01/1993 Kulm | Skupaj |
| ---- | -------------------- | --------------- | --------------- | ------ |
| 1    | Jaroslav Sakala      | 25              | 25              | 50     |
| 2    | Didier Mollard       | 11              | 20              | 31     |
| 3    | Andreas Goldberger   | 15              | 15              | 30     |
| 4    | Werner Haim          | 20              | 7               | 27     |
| 5    | Espen Bredesen       | 10              | 12              | 22     |
| 6    | Werner Rathmayr      | 9               | 11              | 20     |
| 7    | Christian Reinthaler | 5               | 10              | 15     |
| 8    | Lasse Ottesen        | 8               | 6               | 14     |
|      | Helge Brendryen      | 6               | 8               | 14     |
| 10   | Christof Duffner     | 12              |                 | 12     |
|      | Bjørn Myrbakken      | 7               | 5               | 12     |
|      | Jérôme Gay           | 3               | 9               | 12     |
| 13   | Nicolas Jean-Prost   |                 | 5               | 5      |
| 14   | Stefan Horngacher    | 4               |                 | 4      |
| 15   | Tomáš Goder          |                 | 3               | 3      |
| 16   | Werner Schuster      | 2               |                 | 2      |
|      | Alexander Diess      |                 | 2               | 2      |
| 18   | Alexander Stöckl     | 1               |                 | 1      |
|      | Marián Bielčík       |                 | 1               | 1      |

| Uvr. | po 2 tekmah | Točke |
| ---- | ----------- | ----- |
| 1    | Avstrija    | 101   |
| 2    | Norveška    | 62    |
| 3    | Češka       | 53    |
| 4    | Francija    | 48    |
| 5    | Nemčija     | 12    |
| 6    | Slovaška    | 1     |